# 貴文宮
25°05′07″N 121°11′23″E / 25.085382°N 121.189607°E
貴文宮，是位於臺灣桃園市大園區內海里的王爺廟，祭祀王爺千歲信仰少見的九府王爺。

## 沿革

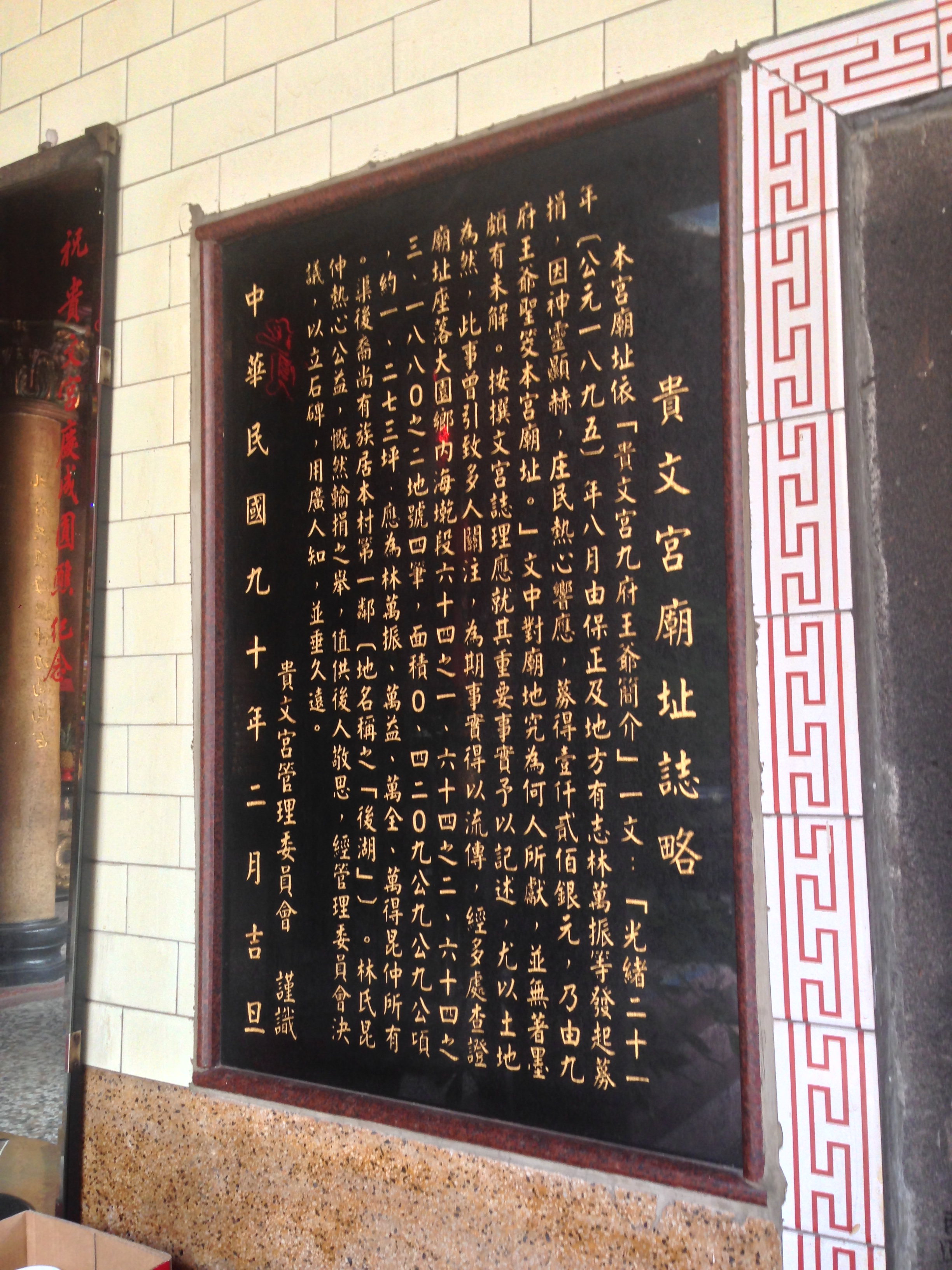
〈貴文宮廟址誌略〉

昔日福建泉州住民在夏季瘟疫流行時，會建造供奉王爺像的王船，並放流海洋。當這種船到達某地時，該地居民會建立供奉船上王爺像的廟宇，以求免於瘟疫。
據2002年貴文宮所出版的《桃園縣大園鄉內海貴文宮》所載，日本明治二十八年（光緒二十一年，1895年），有一艘安奉十數尊神像的帆船來到內海村。神像各書名為鄧府、金府、龐府、紀府、凌府、唐府、姬府、王府與袁府等九府王爺暨夫人。保正郭惷九與村內壯丁等人先將神像奉祀於於茅屋，後由保正及地方人士林萬振等募錢興建貴文宮，同年完工。昭和九年（1934年），地方信士提議改建廟宇，由保正郭蔡財及大園庄長林呈禎申請，經新竹州知事核准，於1936年重建完竣。

## 祭祀
臺灣有主祀一姓的王爺廟、三姓的三府王爺廟、五姓的五府王爺廟。也還有廟宇主祀四府王爺、六府王爺、七府王爺、八府王爺。貴文宮供奉九府王爺，在臺灣廟宇中相當罕見。
據當地老一輩居民回憶，二次大戰時因當地駐紮大批日軍，曾遭美軍轟炸機大舉轟炸，但貴文宮卻是少數得以倖免的建築物，尤其一枚炸彈即掉落在貴文宮前後殿之間的穿堂，但沒有引爆，當地村民即傳出神明保佑之說，更加引來信徒敬重膜拜、香火鼎盛。
在陳阿郎擔任貴文宮主委後，神明聖誕日改用米糕做成素食神豬，宣導村民祭祀時只點一炷線香、不點蠟燭，並把紙錢從兩大箱改成一小箱，到南部宮廟進香的紙錢從一箱改成兩束。
| 王爺名稱 | 鄧府王爺 | 金府王爺 | 龐府王爺 | 紀府王爺 | 唐府王爺 | 凌府王爺 | 姬府王爺 | 王府王爺   | 袁府王爺 |
| 農曆誕辰 | 二月十五 | 五月十七 | 八月十五 | 四月廿八 | 三月十五 | 六月初五 | 七月十日 | 十一月十四 | 八月十二 |

泉州裔的蘆竹鄉坑子村曾姓家族在一年一度進香大典時，曾攜帶著家族供奉的辛府王爺來此廟進香。中元法會時，大園居民會在此廟旁水燈窟舉行放水燈活動。慈濟義工也曾在該時節於貴文宮舉行祈福會。

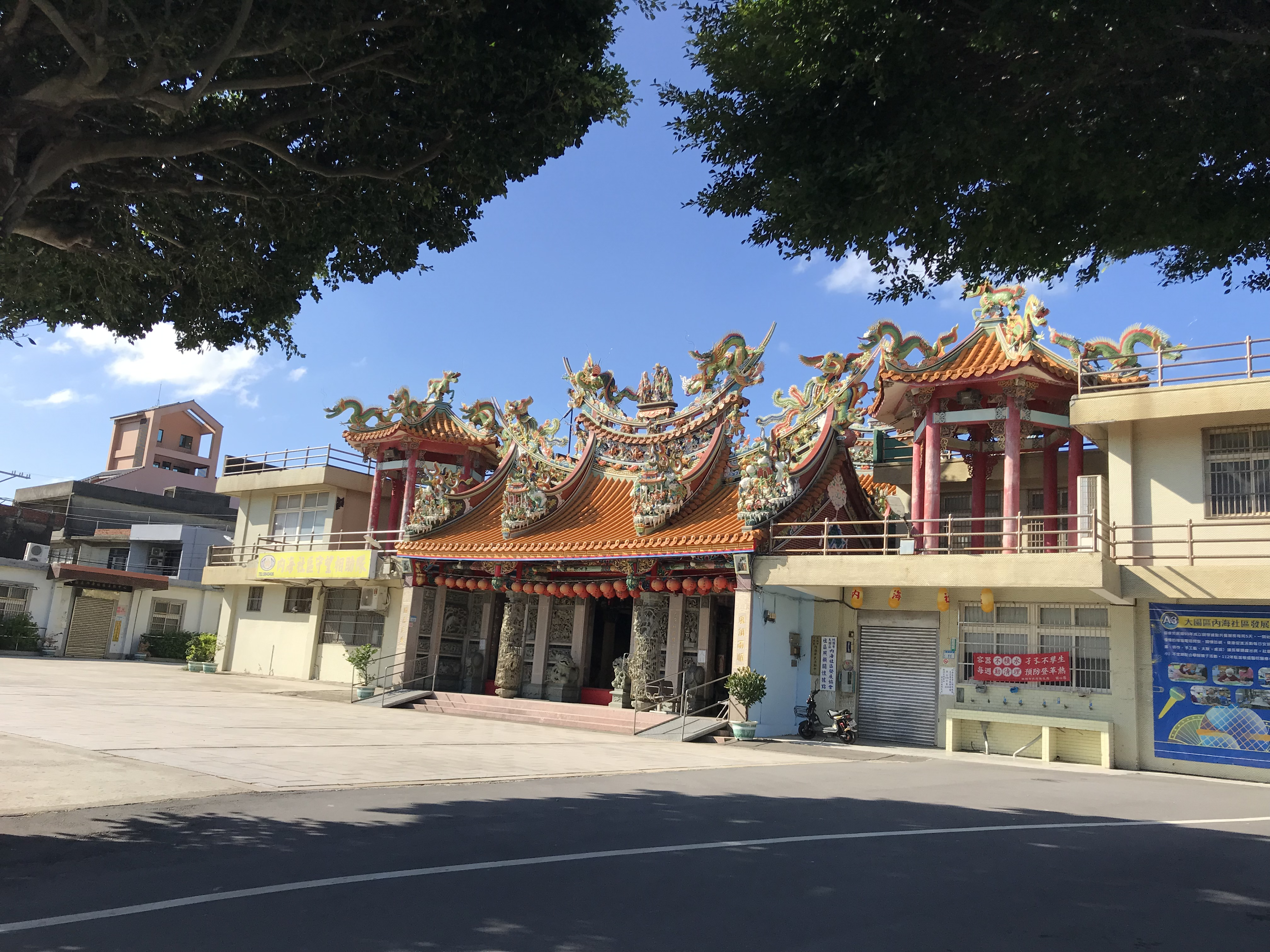
斜照
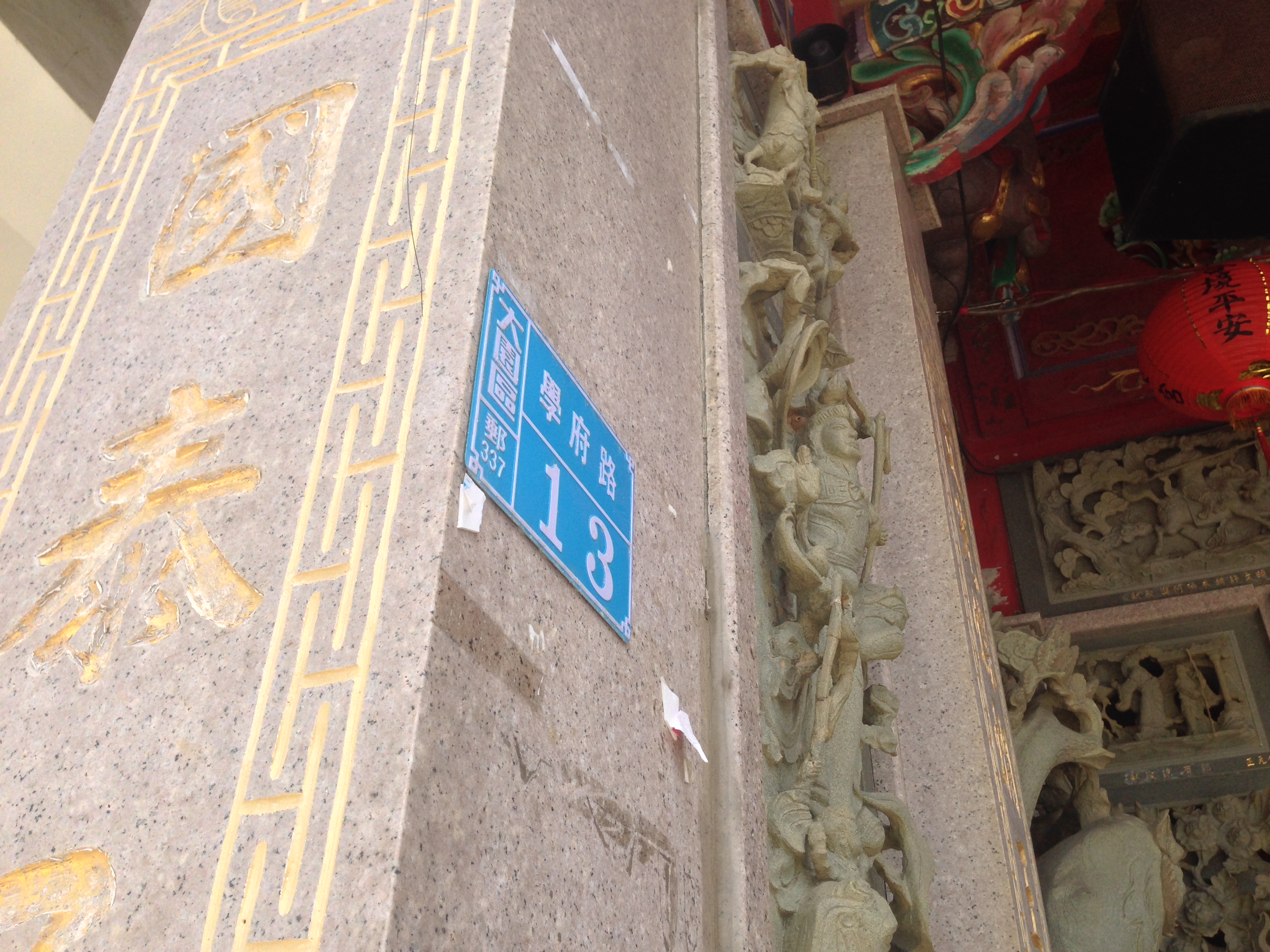
門牌
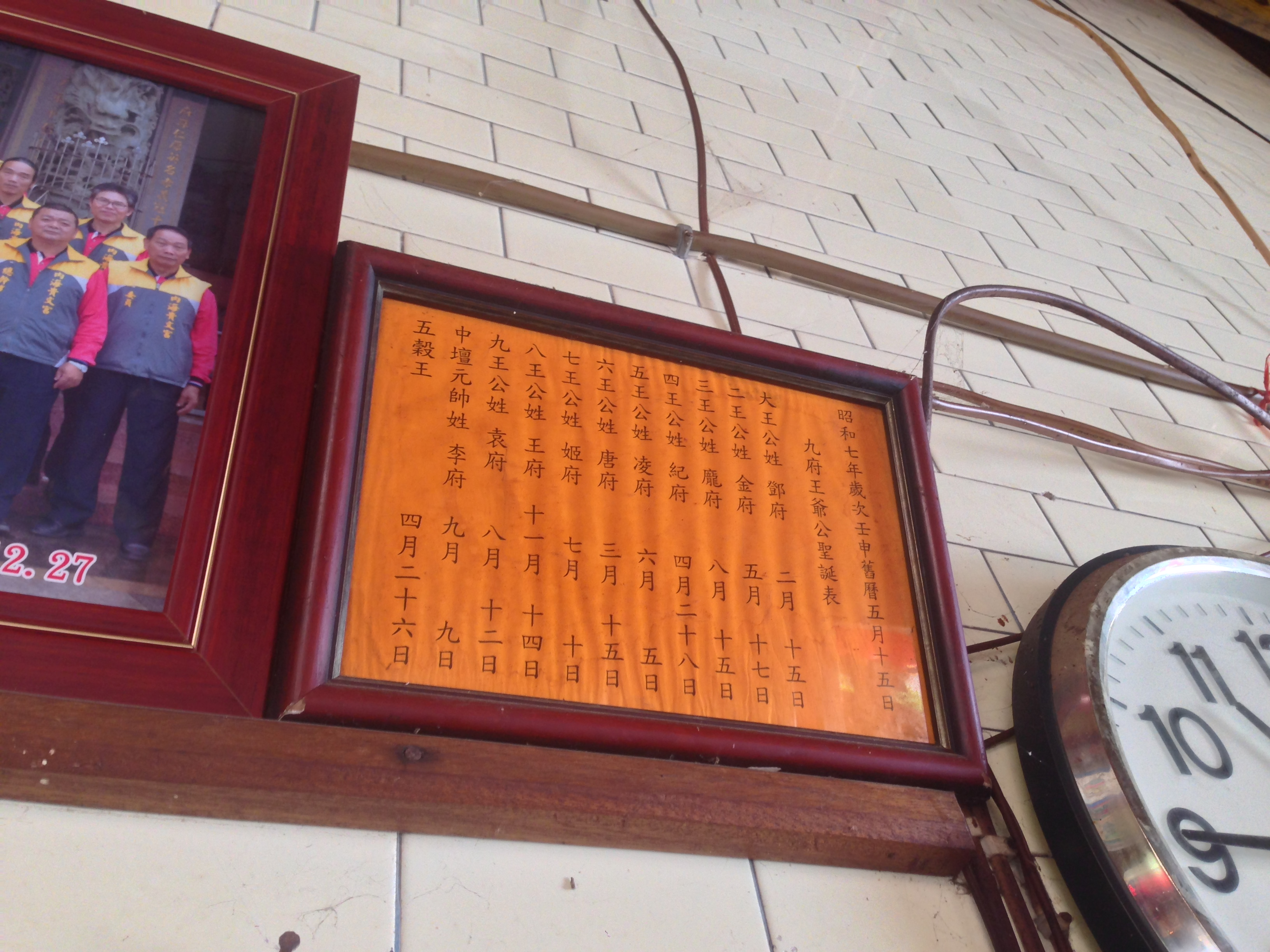
〈聖誕表〉
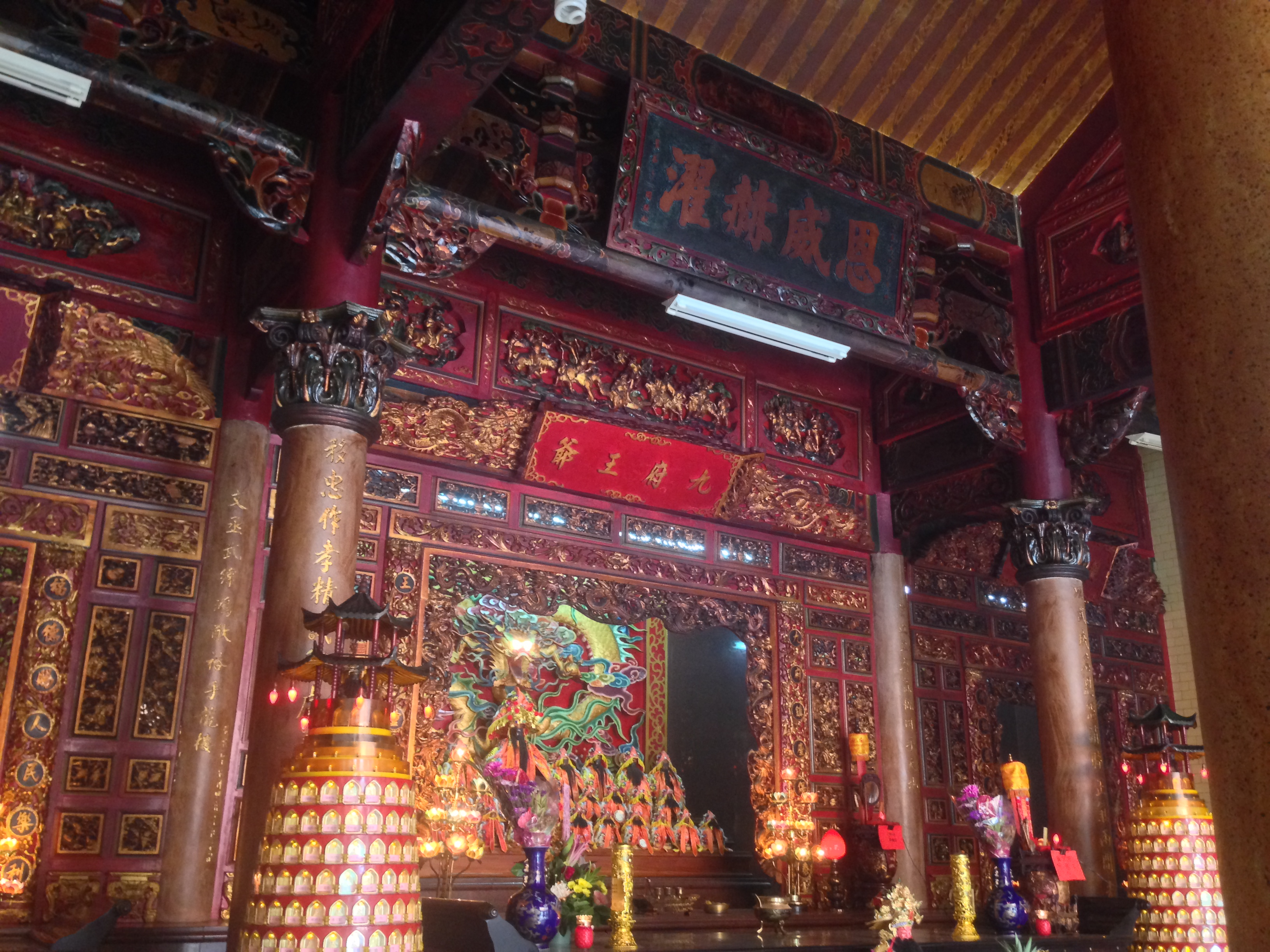
神像